# Syrrhopodon autotomaius
Syrrhopodon autotomaius är en bladmossart som beskrevs av William Dean Reese 1993. Syrrhopodon autotomaius ingår i släktet Syrrhopodon och familjen Calymperaceae. Inga underarter finns listade i Catalogue of Life.